# Скереда покрівельна
Скереда покрівельна (Crepis tectorum) — вид рослин з родини айстрових (Asteraceae), поширений у помірній Євразії.

## Опис

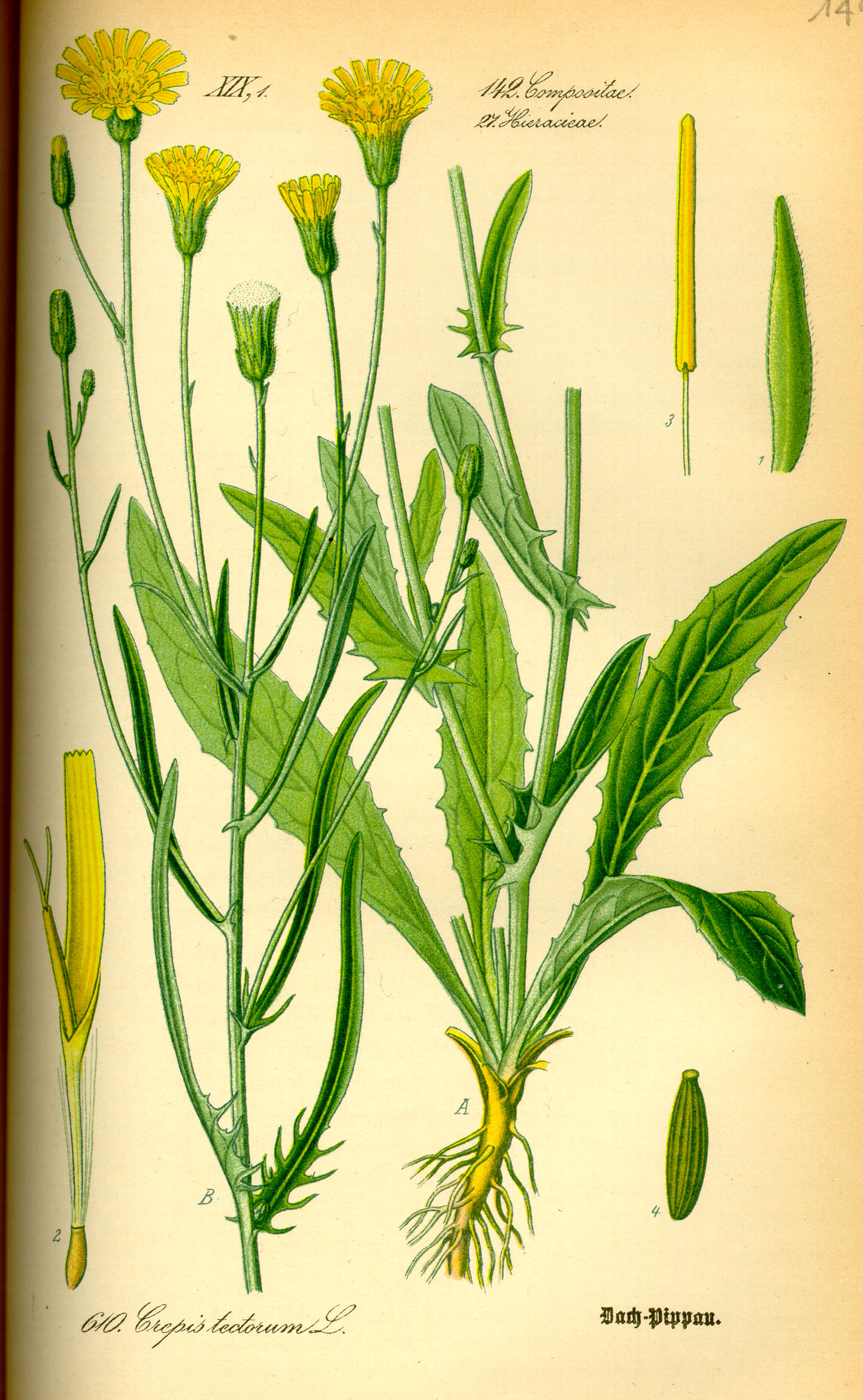

Однорічна або дворічна трава, 10–90 см заввишки. Листочки обгортки на спинці, крім тонкого сірувато-павутинистого запушення, усіяні б.-м. рясно чорнуватими залозистими волосками без довгих щетинок. Стеблові листки сидячі, зі стрілоподібною основою, ланцетно-лінійні або лінійні; прикореневі листки виїмчасто-зубчасті або перисто-надрізані, з лінійними частками. Стебло гіллясте, як і листки, сіро-зелене, з притиснутим запушенням (або майже голе). Кошики дрібні, у волотистому загальному суцвітті, квітконоси їхні нагорі трохи потовщені. 2n = 8.

## Поширення
Поширений у помірній Євразії; натуралізований у Ґренландії, Канаді, США.
В Україні вид зростає як бур'ян на полях, поблизу доріг і на пісках — майже на всій території (крім південної частини і Криму).

## Використання
Молоді листки їстівні. Лікарська рослина.